# Tephrosia kassasii
Tephrosia kassasii Boulos – gatunek roślin z rodziny bobowatych (Fabaceae). Występował endemicznie w Egipcie. Prawdopodobnie jest gatunkiem wymarłym.

## Rozmieszczenia geograficzne
Rósł naturalnie w dolinie Nilu w egipskiej części Nubii.

## Morfologia
Roślina dorastała do 30–60 cm wysokości.

## Biologia i ekologia
Naturalnymi siedliskami były piaszczyste gleby nad brzegami Nilu.